# Michel Lazard
Pour les articles homonymes, voir Lazard (homonymie).
Michel Paul Lazard (5 décembre 1924 - 15 septembre 1987) est un mathématicien français qui a travaillé sur la théorie des groupes de Lie dans le contexte de l'analyse p-adique.

## Carrière et recherche
Né à Paris, Lazard étudie à l'Université de Paris – Sorbonne, où il obtient son doctorat en 1954 sous la direction d'Albert Châtelet, avec une thèse intitulée « Sur les groupes nilpotents et les anneaux de Lie ». Il est ensuite professeur à l'université de Poitiers et à l'université de Paris 7. Il s'est suicidé à l'âge de 63 ans.
Son œuvre prend vie entre les mains de Daniel Quillen à la fin du XXe siècle. La découverte de Quillen, qu'un anneau utilisé par Lazard pour classer les lois formelles des groupes est isomorphe à un anneau important en topologie, conduit au sujet de la théorie de l'homotopie chromatique (en). Le traité autonome de Lazard sur les groupes formels unidimensionnels donne également naissance au domaine des groupes p-divisibles (en). Ses principales contributions sont :
- La classification des groupes de Lie p-adiques : tout groupe de Lie p-adique est un sous-groupe fermé de {\displaystyle {\rm {GL}}_{n}(\mathbb {Z} _{p})} .
- La classification des groupes formels (en) (commutatifs unidimensionnels).
- L'anneau de coefficients de loi de groupe formel universel (anneau universel de Lazard (en)) est un anneau polynomial.
- Le concept d'"analyseurs", réinventé par J. Peter May sous le nom d'opérades.

## Prix et distinctions
En 1958, Lazard est le premier récipiendaire du Prix Audin, du nom du jeune mathématicien français Maurice Audin, assassiné en Algérie,. En 1972, il reçoit le prix Poncelet de l'Académie des Sciences pour ses travaux sur l'algèbre. 